# Souls in Pawn
Souls in Pawn is een Amerikaanse dramafilm uit 1917 onder regie van Henry King.

## Verhaal
Als Sebastian Dore in geheimzinnige omstandigheden wordt vermoord, wil zijn vrouw Liane zich wreken. Ze wordt een Duitse spion voor vorst Karl von Kondermarck, maar ze worden verliefd op elkaar. Bij aanvang van de oorlog wordt Karl teruggeroepen naar Duitsland en Liane stelt haar huis open voor gewonde Franse soldaten. Als ze bij toeval te weten komt dat Karl haar man heeft vermoord, wil ze hem uitleveren aan de politie. Voor zijn vertrek laat hij haar brieven zien waaruit blijkt dat Sebastian zijn zus had bedrogen. Hij legt uit dat hij hem per ongeluk heeft doodgeschoten tijdens een vechtpartij. Liane en Karl vluchten samen weg op zijn jacht.

## Rolverdeling
| Acteur          | Personage            |
| --------------- | -------------------- |
| Gail Kane       | Liane Dore           |
| Douglas MacLean | Karl von Kondermarck |
| Robert Klein    | Arnold von Pollnitz  |
| Frank Rickert   | De Courcey           |
| Edward Peil sr. | Etienne Jaccard      |
| Ashton Dearholt | Sebastian Dore       |
| Ruth Everdale   | Marie                |